# Rue du Gabon
Rue du Gabon är en gata i Quartier du Bel-Air i Paris tolfte arrondissement. Gatan är uppkallad efter staten Gabon, vilken tidigare utgjorde en del av Franska Ekvatorialafrika. Rue du Gabon börjar vid Avenue de Saint-Mandé 101 och slutar vid Rue de la Voûte 52.

## Omgivningar
- Immaculée-Conception
- Saint-Louis de Vincennes
- Jardin Debergue – Rendez-Vous
- Cité du Rendez-Vous
- Cité Debergue
- Impasse Vassou
- Rue de la Voûte
- Passage de la Voûte
- Rue Montéra

## Bilder
| - Rue du Gabon. - Gatuskylt. - Immaculée-Conception. - Saint-Louis de Vincennes. - Jardin Debergue – Rendez-Vous. |

## Kommunikationer
- Tunnelbana – linje  – Porte de Vincennes
- Busshållplats Porte de Vincennes – Paris bussnät
- Spårvagnshållplats Porte de Vincennes – Paris spårvägar

### Webbkällor
- ”Rue du Gabon”. Mairie de Paris. https://web.archive.org/web/20160303211640/http://www.v2asp.paris.fr/commun/v2asp/v2/nomenclature_voies/Voieactu/3902.nom.htm. Läst 17 december 2023.
- ”Rue du Gabon (12ème arrondissement)”. Les rues de Paris. https://web.archive.org/web/20160409062855/http://www.parisrues.com/rues12/paris-12-rue-du-gabon.html. Läst 17 december 2023.